# Smooth Island (ö i Australien, South Australia)
Smooth Island är en ö i Australien. Den ligger i kommunen Ceduna och delstaten South Australia, omkring 560 kilometer nordväst om delstatshuvudstaden Adelaide. Arean är 0,17 kvadratkilometer.
Den sträcker sig 0,6 kilometer i nord-sydlig riktning, och 0,5 kilometer i öst-västlig riktning.
Genomsnittlig årsnederbörd är 401 millimeter. Den regnigaste månaden är juni, med i genomsnitt 79 mm nederbörd, och den torraste är oktober, med 7 mm nederbörd.